# Ohrdrufer Muschelkalkplatte und Apfelstädtaue
Ohrdrufer Muschelkalkplatte und Apfelstädtaue este o arie protejată (arie de protecție specială avifaunistică — SPA) din Germania întinsă pe o suprafață de 10.397 ha, integral pe uscat.

## Localizare
Centrul sitului Ohrdrufer Muschelkalkplatte und Apfelstädtaue este situat la coordonatele 50°49′25″N 10°50′04″E / 50.8236°N 10.8344°E.

## Înființare
Situl Ohrdrufer Muschelkalkplatte und Apfelstädtaue a fost declarat arie de protecție specială avifaunistică în mai 2007 pentru a proteja 45 de specii de animale.

## Biodiversitate
Situată în ecoregiunea continentală, aria protejată nu include niciun habitat protejat.
La baza desemnării sitului se află mai multe specii protejate de  păsări (45): minunița (Aegolius funereus), pescăruș albastru (Alcedo atthis), rață mică (Anas crecca crecca), rață cârâitoare (Anas querquedula), Anas strepera strepera, fâsă-de-câmp (Anthus campestris), fâsă de luncă (Anthus pratensis), ciuf de câmp (Asio flammeus), buha (Bubo bubo), caprimulg (Caprimulgus europaeus), Charadrius dubius curonicus, barză albă (Ciconia ciconia ciconia), barză neagră (Ciconia nigra), erete de stuf (Circus aeruginosus), erete vânăt (Circus cyaneus), erete cenușiu (Circus pygargus), prepeliță (Coturnix coturnix), cristeiul de câmp (Crex crex), ciocănitoarea de stejar (Dendrocopos medius), ciocănitoare neagră (Dryocopus martius), egretă albă (Egretta alba), presură sură (Emberiza calandra), șoim de iarnă (Falco columbarius), șoimul rândunelelor (Falco subbuteo), muscar (Ficedula parva), becațină comună (Gallinago gallinago), ciuvică (Glaucidium passerinum), capîntortură (Jynx torquilla), sfrâncioc roșiatic (Lanius collurio), sfrâncioc mare (Lanius excubitor excubitor), ciocârlie de pădure (Lullula arborea), gaia neagră (Milvus migrans), gaia roșie (Milvus milvus), pietrar sur (Oenanthe oenanthe), vultur pescar (Pandion haliaetus), viespar (Pernis apivorus), ciocănitoare verzuie (Picus canus), pițigoi-pungar (Remiz pendulinus), mărăcinar (Saxicola rubetra), mărăcinar negru (Saxicola torquatus), sitar de pădure (Scolopax rusticola), silvie porumbacă (Sylvia nisoria), Tachybaptus ruficollis ruficollis, cocoșul de mesteacăn (Tetrao tetrix tetrix), nagâț (Vanellus vanellus).
Pe lângă speciile protejate, pe teritoriul sitului au mai fost identificate 1 specie de păsări.